# The Godfather
The Godfather er en amerikansk film fra 1972 instrueret af Francis Ford Coppola, baseret på Mario Puzos roman af samme navn (dansk: Mafia, Lademann 1971). Mario Puzo skrev drejebogen til filmen sammen med Coppola. Filmen er første del i Godfather-trilogien, der følger en fiktiv mafiafamilie i USA over flere generationer.
The Godfather vandt en Oscar for bedste film og en Oscar for bedste filmatisering og Marlon Brando vandt en Oscar for bedste mandlige hovedrolle for rollen som Don Corleone.
Filmen bliver generelt anset som en af verdens bedste film,

## Handling
Gudfaderen "Don" Vito Corleone er leder af Corleone-mafiafamilien i New York. Han er i tilfælde af datterens bryllup. Michael, Vitos yngste søn og en dekoreret WW II Marine er også til stede i brylluppet. Michael ser ud til at være uinteresseret i at være en del af familievirksomheden. Vito er en magtfuld mand og er venlig mod alle dem, der giver ham respekt, men er hensynsløse mod dem, der ikke gør det. Men når en stærk og forræderisk rival vil sælge narkotika og har brug for Don's indflydelse for det samme, nægter Vito at gøre det. Det følgende er et sammenstød mellem Vitos falmende gamle værdier og de nye måder, der kan få Michael til at gøre de ting, han var mest uvillig til at udføre og føre en pøbelkrig mod alle de andre mafiafamilier, som kunne rive Corleone-familien fra hinanden.

## Medvirkende
- Al Pacino som Michael Corleone
- Marlon Brando som Vito Corleone
- James Caan som Santino "Sonny" Corleone
- Richard S. Castellano som Pete Clemenza
- Robert Duvall som Tom Hagen
- Sterling Hayden som Captain McCluskey
- John Marley som Jack Woltz
- Richard Conte som Don Emilio Barzini
- Alex Rocco som Moe Greene
- Al Lettieri som Virgil "The Turk" Sollozzo
- Diane Keaton som Kay Adams
- Abe Vigoda som Salvatore "Sally" Tessio
- Talia Shire som Costanza "Connie" Corleone-Rizzi
- Gianni Russo som Carlo Rizzi
- John Cazale som Frederico "Fredo" Corleone
- Rudy Bond som Ottilio Cuneo
- Al Martino som Johnny Fontane
- Morgana King som Carmella Corleone
- Lenny Montana som Luca Brasi
- John Martino som Paulie Gatto
- Salvatore Corsitto som Amerigo Bonasera
- Richard Bright som Al Neri

## I populærkulturen
Filmen er benyttet som grundlag for et computerspil af samme navn.